# Anna Berglund
Anna Maria Helena Berglund, född 7 maj 1857 i Ramshytte bruk i Ramsbergs socken i Örebro län, död 4 december 1946 i Stockholm, var en svensk konstnär och konsthantverkare. Hon var dotter till bruksägaren Victor Berglund och Wilhelmina Moreen.
Berglund studerade konst för Mårten Winge och därefter på Tekniska skolan i Stockholm och för Daniel Holm. Efter studierna företog hon studieresor till Tyskland och Paris.
Hon ägnade sig först åt konsthantverk och var under flera år anställd hos arkitekten Agi Lindgren där hon arbetade med möbelritning, inredningar och textning. Efter hand övergick hon till akvarellmåleriet där hon utförde en mängd idylliskt hållna landskap och arkitekturmotiv från Solliden och övriga Öland samt från sin hembygd i Bergslagen. I olja gjorde hon porträtt samt några kopior av andra konstnärers verk.
Hon deltog i Sveriges allmänna konstförenings utställningar i Göteborg, Västerås och Karlstad, samt 1932 ställde hon ut sina akvareller på Gummesons konsthall i Stockholm. 
Eftersom dåvarande kronprinsessan Victoria var hennes vän och beskyddare kom hon att tillbringa många somrar som gäst på Solliden.
Berglund är representerad på Nationalmuseum och Västerås konstmuseum samt på Drottningholm slott med handmålade sidentapeter föreställande landskap och blommor.